# Selma Lagerlöf
(Motivazione del Premio Nobel)
Selma Ottilia Lovisa Lagerlöf (IPA: [ˈsɛ̂lːma ˈlɑ̂ːɡɛˌɭøːv]; Sunne, 20 novembre 1858 – Sunne, 16 marzo 1940) è stata una scrittrice svedese, autrice di numerosi romanzi e racconti basati fra l'altro su vita, usi, costumi e tradizioni della Svezia del passato. Fu la prima donna a vincere il premio Nobel per la letteratura nel 1909.

## Biografia

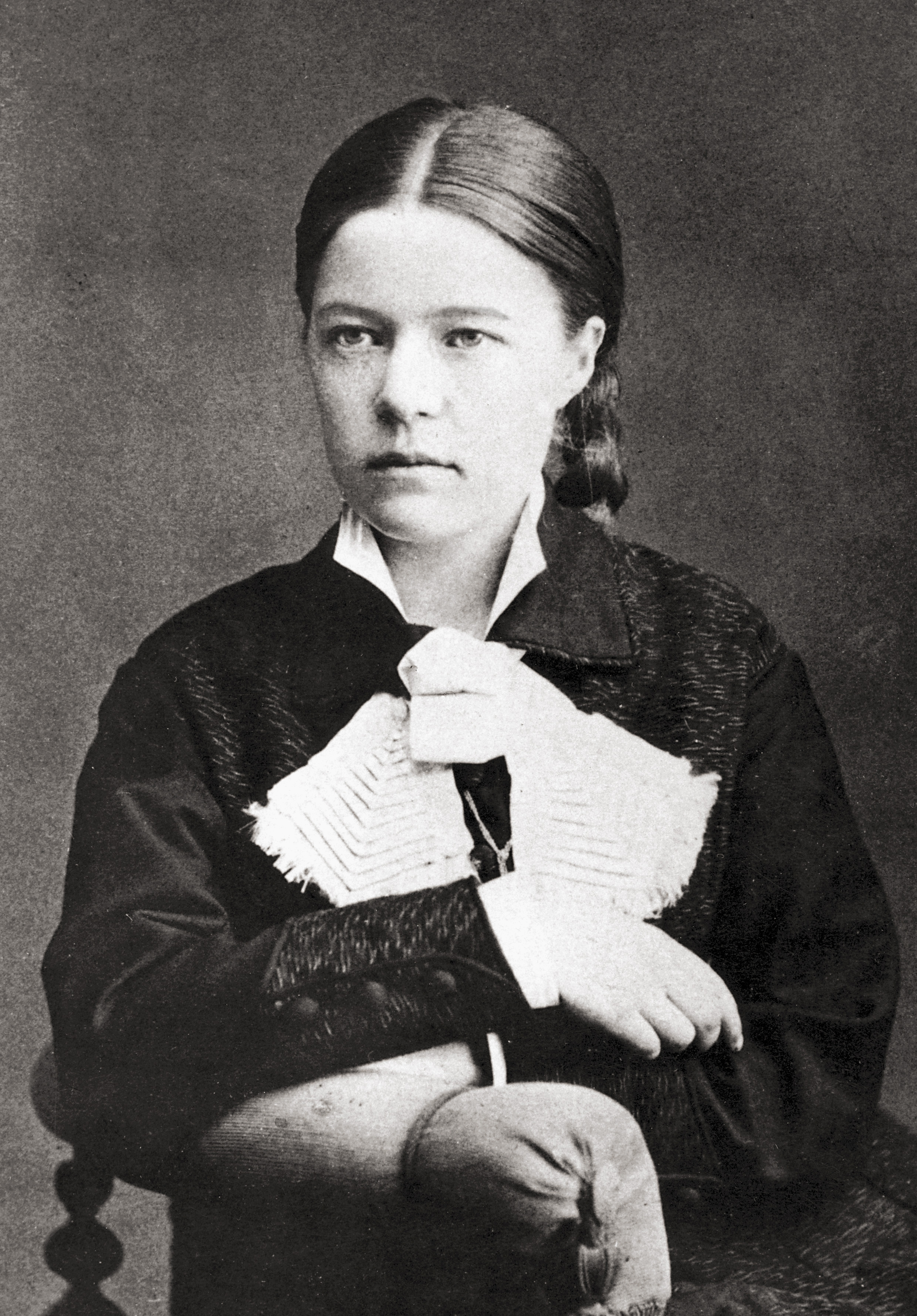
Lagerlöf a 23 anni

Selma Lagerlöf nacque a Mårbacka, una magione di proprietà dei genitori nella municipalità di Sunne, nel Värmland. Lagerlöf era la quinta di sei figli, e naque con una lesione all'anca, che l'avrebbe resa zoppa per tutta la vita.
Era una bambina tranquilla e seria con un profondo amore per la lettura. Fu sua nonna a crescerla, spesso raccontandole fiabe e storie fantasy, e facendole sviluppare la sua più grande passione: la letteratura. Però fu dopo aver letto Osceola di Thomas Mayne Reid all'età di sette anni, che decise che sarebbe diventata una scrittrice.
Nel 1875, Lagerlöf, appena 17enne, andò via di casa, andando a vivere nella canonica della chiesa di Karlskoga insieme alla zia, Ottiliana Lagerlöf, e al marito di questa, Erik Tullius Hammargren.
Iniziò a scrivere il suo primo romanzo nonché suo capolavoro, La saga di Gösta Berling, mentre lavorava come insegnante, e lo pubblicò nel 1891. La saga è una riedizione di racconti folcloristici del Värmland scritti in una prosa lirica che denota l'influenza dello scrittore scozzese Thomas Carlyle. 

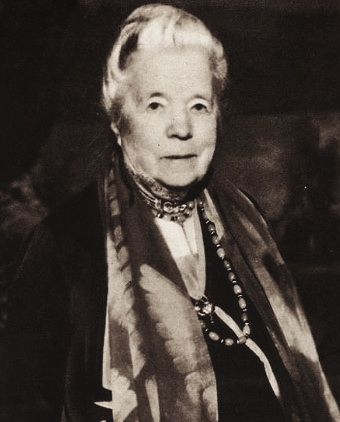
La scrittrice fotografata nel 1938

Grazie a quest'opera e al volume di racconti Legami invisibili (1894), si affermò come scrittrice al grande pubblico. Queste due opere, caratterizzate da grande naturalezza e freschezza, ritraggono personaggi la cui semplicità si manifesta sia nel modo di agire che nel modo di pensare. 
Divenuta col tempo figura preminente nella letteratura svedese per ciò che riguarda la tecnica narrativa, fu la prima donna a vincere il premio Nobel per la letteratura, nel 1909, all'età di soli 51 anni. 
Grazie ai proventi del Nobel, Selma poté riacquistare e ristrutturare la residenza di Mårbacka. che suo padre era stato costretto a vendere a causa di un dissesto finanziario. La medaglia d'oro del premio fu invece da lei donata a beneficio dei combattenti svedesi all'inizio della seconda guerra mondiale. Nel 1914 divenne ella stessa membro dell'Accademia Svedese.
Thomas Mann ha avuto modo di raccontare, in un saggio dedicato alla posizione dell'Artista nella Società, che nell'inverno del 1929, in occasione di un pranzo offerto dall'Editore Bonnier a Stoccolma, trovandosi seduto accanto a Selma Lagerlöf, si fermò a parlare con lei del successo internazionale di Gösta Berlings saga. La scrittrice, che era stata maestra elementare, racconta con un pizzico di humour che non avrebbe mai potuto immaginare che la storia che aveva scritto per intrattenere i nipoti avesse potuto avere un simile destino di successo. Al che Mann, rispondendo alla scrittrice, fa un nesso con i Buddenbrooks, la cui genesi fu simile essendo la storia inizialmente destinata all'intrattenimento familiare.

## Vita privata
Selma Lagerlöf per tutta la sua vita dovette nascondere di essere lesbica, dato che le relazioni omosessuali, sia tra donne che tra uomini, erano tabù e illegali all'epoca in Svezia e in Europa, perciò nessuna delle donne coinvolte rivelò mai pubblicamente di essere lesbica. Nel 1894, incontrò la scrittrice svedese Sophie Elkan, che divenne prima sua amica e poi la sua compagna. Per molti anni, Elkan e Lagerlöf si criticarono a vicenda, anche per via epistolare. Le lettere di Selma a Sophie furono pubblicate in una raccolta nel 1993, con il titolo Du lär mig att bli fri ('Mi insegni a essere libera'). Lagerlöf scrisse che Elkan influenzò fortemente il suo lavoro e che spesso era in netto disaccordo con la direzione che Lagerlöf voleva prendere nei suoi libri.
Ad inizio '900 ebbe anche uno stretto rapporto, molto probabilmente anche amoroso, con la filologa Valborg Olander, che ebbe una certa influenza sulla scrittrice come sua consulente letteraria, agente e anche una sorta di segretaria; la loro corrispondenza fu pubblicata nel 2006 come En riktig författarhustru ('La moglie di uno scrittore perbene').

## Opere

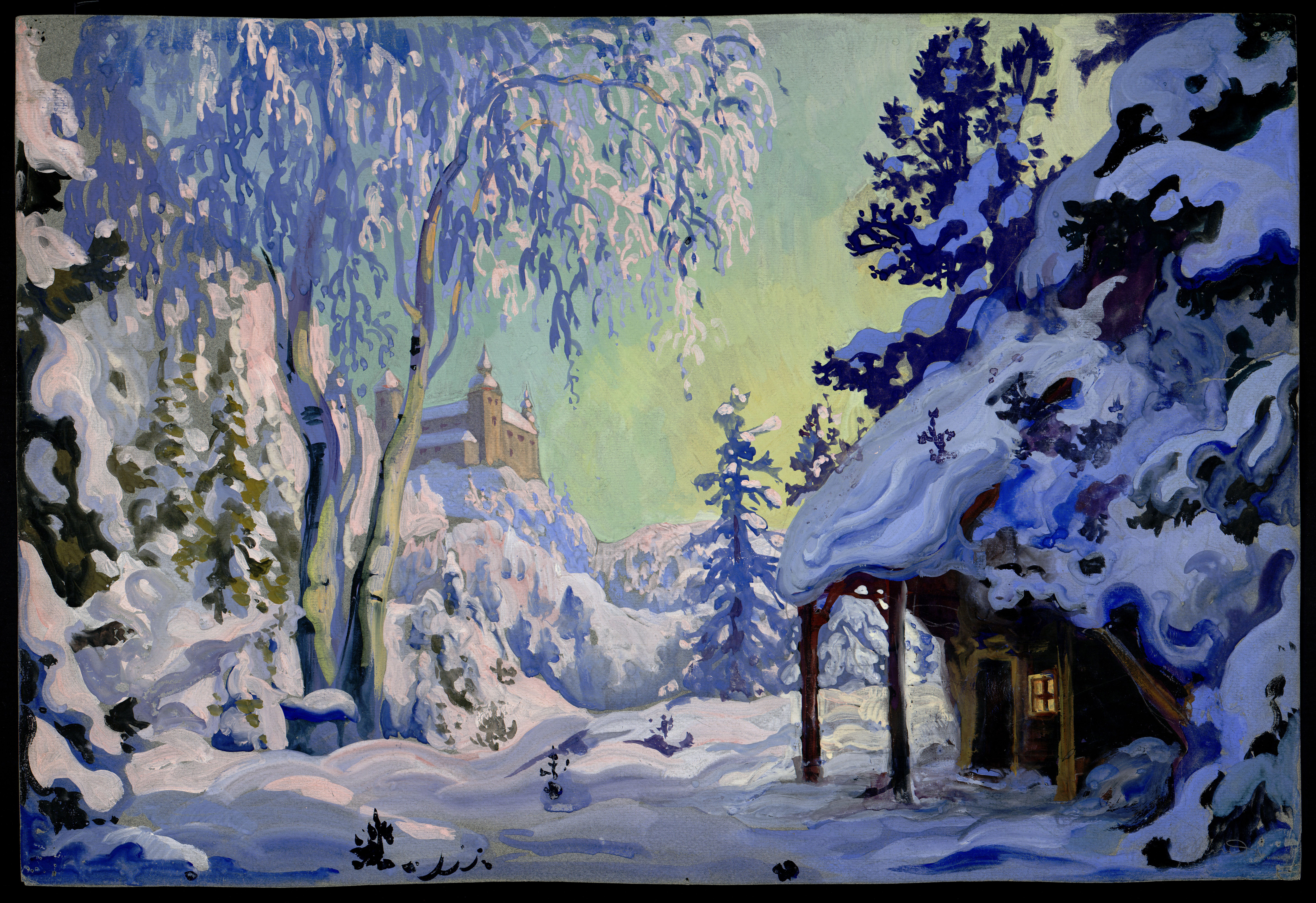
Scenografia per la versione lirica de La saga di Gösta Berling, intitolata I cavalieri di Ekebù

La sua opera principale è La saga di Gösta Berling. Tra i suoi scritti vanno ricordati anche i romanzi I miracoli dell'Anticristo (1897), ambientato in Sicilia, Gerusalemme (1901-1902), La casa di Liljecrona (1911), L'imperatore di Portugallia (1914), L'esiliato (1918), il romanzo per bambini Il meraviglioso viaggio di Nils Holgersson attraverso la Svezia (Nils Holgerssons underbara resa genom Sverige) e la trilogia L'anello dei Löwensköld (1925-1928).  
Ai volumi di racconti appartengono Le leggende di Gesù (1904), il succitato Il meraviglioso viaggio di Nils Holgersson attraverso la Svezia (1906-1907) e una serie di racconti fantastici per bambini. Scrisse inoltre alcune opere autobiografiche, tra le quali Mårbacka (1922), Ricordi d'infanzia (1930) e Diario (1932). 
Le opere di Selma Lagerlöf (con le rispettive traduzioni in italiano) comprendono:
- 1891 – Gösta Berlings saga (La saga di Gösta Berling, trad. di Giuliana Pozzo e Maria Svendsen Bianchi, Iperborea, Milano, 2007)
- 1894 – Osynliga länkar (Legami invisibili, trad. di Clemente Giannini, Elliott, Roma, 2017)
- 1897 – Antikrists mirakler (I miracoli dell'Anticristo)
- 1899 – En herrgårdssägen
- 1902 – Jerusalem (Gerusalemme, trad. di Maria Ettlinger Fano, Iperborea, Milano, 1997)
- 1904 – Herr Arnes penningar (I quattrini del signor Arne)
- 1904 – Kristuslegender (La notte di Natale, trad. di Maria Svendsen Bianchi, Iperborea, Milano, 2015)
- 1904 – Legend (La leggenda della rosa di Natale, trad. di Maria Svendsen Bianchi, Iperborea, Milano, 2014, che contiene racconti tratti da Un racconto di un racconto e altre storie, Leggende e I legami invisibili)
- 1907 – Nils Holgerssons underbara resa genom Sverige (Il viaggio meraviglioso di Nils Holgersson attraverso la Svezia, trad. di Francesco Saba Sardi, Mondadori, Milano, 1982; trad. di Laura Cangemi, Iperborea, 2017)
- 1908 – En saga om en saga och andra sagor (La saga di una saga ed altre saghe)
- 1911 – Liljecronas hem (La casa di Liljecrona, UTET, 1979)
- 1912 – Körkarlen (Il carretto fantasma, trad. di Bruno Berni, Robin, Roma, 2006)
- 1914 – Kejsarn av Portugallien (L'imperatore di Portugallia, trad. di Adamaria Terziani, Iperborea, Milano, 1991)
- 1915 – Troll och Människor (Uomini e troll, trad. di Andrea Berardini e Emilia Lodigiani, Iperborea, Milano, 2018, contenente solo una selezione dei racconti compresi nell'opera originale)
- 1918 – Bannlyst (Bandito, trad. Luca Tapparo, Iperborea, Milano, 2022)
- 1925 – Löwensköldska ringen (L'anello rubato, trad. di S. Giachetti, Iperborea, Milano, 1995)
- 1927 – Carlotte Löwensköld[6]
- 1928 – Anna Svärd
- 1933 – Julklappsboken (Il libro di Natale, trad. di Maria Cristina Lombardi, Iperborea, Milano, 2012).

Una raccolta italiana di racconti, tratti da varie opere di Selma, è stata pubblicata da Mimesis: La fanciulla della palude grande, a cura di T. Villani, Mimesis, Milano, 1995 (contenente, tra gli altri, i racconti Il tesoro, Piumino, La marcia nuziale, Astrid).

## Filmografia
- La torre delle menzogne (The Tower of Lies), regia di Victor Sjöström (1925) tratto da L'imperatore di Portugallia

## Riconoscimenti
- 1909 – premio Nobel per la letteratura.
- 1914 – membro dell'Accademia Svedese.
- 1958 – il regista svedese Hasse Lagerkvist girò per la TV svedese un film sulla vita di Selma Lagerlöf, presentato al Prix Italia 1959[7].
- 1991 – a Selma Lagerlöf è stato intitolato l'asteroide 11061 Lagerlöf.
- 1997-2016 – L'effigie di Selma Lagerlöf figurò sulla banconota da 20 corone svedesi.